# Thaís Vaz
Thais Vaz (Rio de Janeiro, 4 de setembro de 1980) é uma atriz e diretora.

## Televisão
- 2003 - Celebridade - Nanda
- 2004 - Malhação - Flávia
- 2006 - Bicho do Mato - Gigi
- 2007 - A Turma do Didi - Tais
- 2007 - Carga Pesada série - Amélia
- 2012 - Rei Davi - Maaca
- 2014-  Pecado Mortal
- 2014-  Caipirinha Sunrise (minissérie México)

## Teatro
- As Aventuras de Tio Patinhas - Dir. Ítala Nandi
- Mais perto - Dir. Alexandre Mello
- O mendigo ou cachorro morto - Dir. Thereza Rocha
- Fuck you baby - Dir. Cristiane Jathay
- Peer Gynt - Dir. Antonio Guedes
- Namoro ou amizade - Dir. Marco Marcondes.
- Homens - Dir. Marco Marcondes.
- Jovem estudante procura - Dir. João Brandão
- Avós, mulheres e couves portuguesas - Dir. Joana Lebreiro.
- El Pânico - Dir. Ivan Sugahara
- Eterno Retorno Sessão Matinê - Dir. Thaís Vaz

## Cinema
- Desperdício (curta) Dir. Cadu Fávero
- Completo (curta) Dir Alice Andrade Drummond